# Oonopinus angustatus
Oonopinus angustatus är en spindelart som först beskrevs av Simon 1882.  Oonopinus angustatus ingår i släktet Oonopinus och familjen dansspindlar. Inga underarter finns listade i Catalogue of Life.